# حمل (فيزياء)

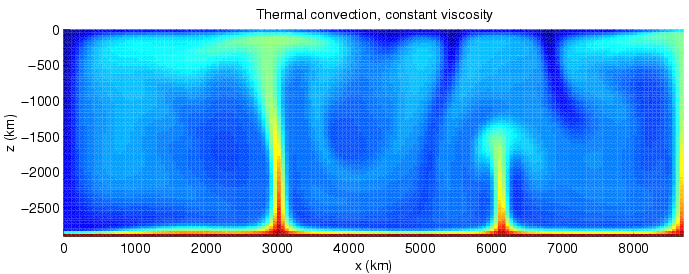
يبين الشكل الحمل الحراري. المناطق الساخنة (أحمر) والمناطق الباردة (أزرق). تتصاعد المناطق الساخنة قليلة الكثافة إلى أعلى طبقا لظاهرة الطفو ، وتهبط المناطق الباردة (أكبر كثافة) إلى أسفل. هذا النموذج الحسابي يمثل الحمل الحراري في جو الأرض.

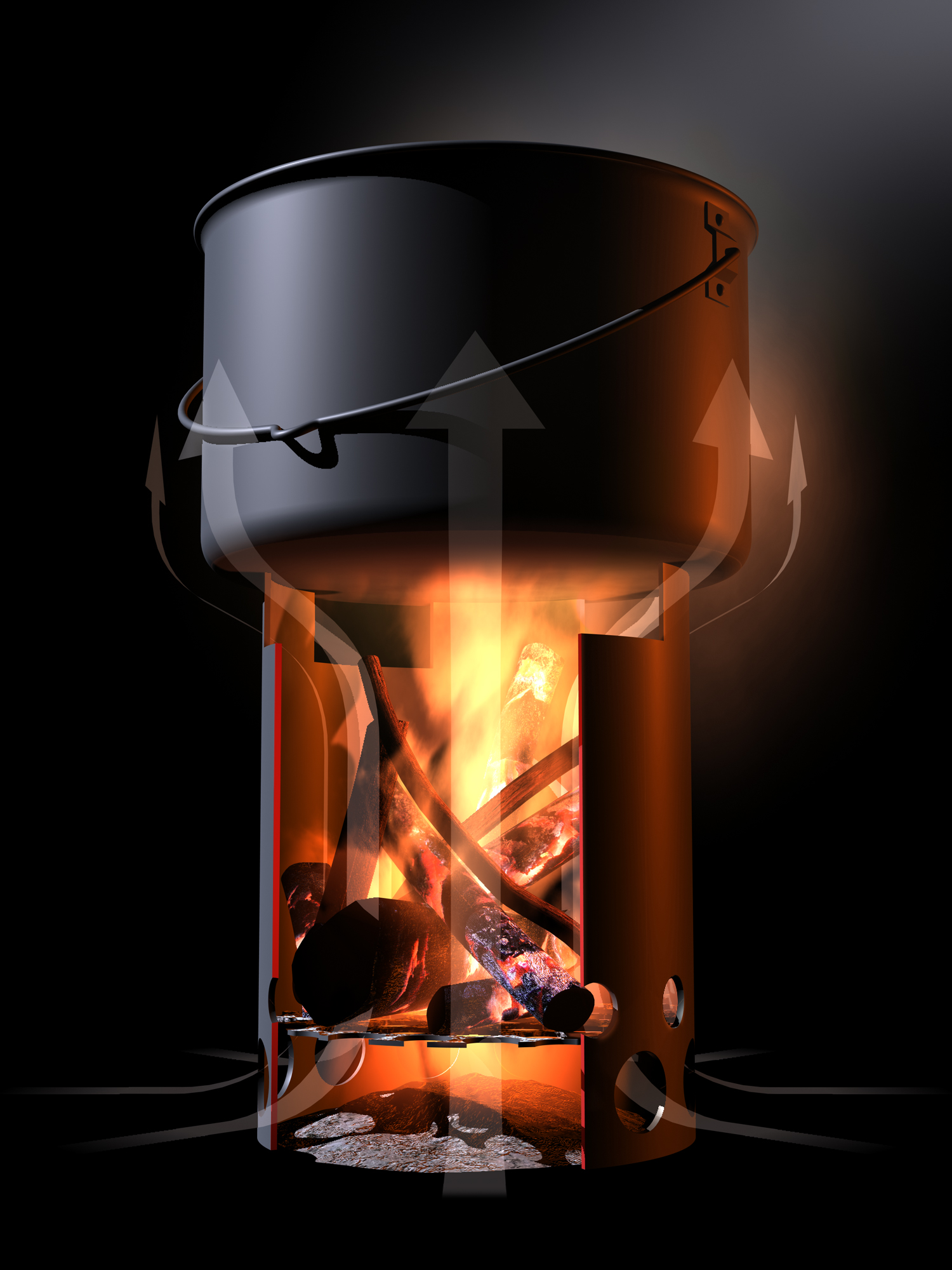
الحمل الحراري في سخان

الحمل الحراري أو التصاعد هو الانتقال الحراري نتيجة حركة كتلة الجزيئات ضمن الموائع كالسوائل والغازات، بما فيها الصخور المنصهرة (الصلب السائل). يتضمن الحمل الحراري آليتين فرعيتين تدعيان النقل (انتقال الحرارة بجريان الكتلة الموجه)، والانتشار (انتقال الطاقة أو جسيمات المادة غير الموجه على امتداد تدرج تركيز).
لا يمكن أن يحدث الحمل الحراري في معظم المواد الصلبة لعدم إمكانية حدوث جريان الكتلة ولا انتشار المادة بشكل كافٍ وأيضاً بسبب ان جزيئات المادة الصلبة مقيدة الحركة في مواضعها. يحدث انتشار الحرارة في المواد الصلبة الجاسئة، ولكن ذلك يدعى التوصيل الحراري. يمكن أيضًا للحمل الحراري أن يحدث في المواد الصلبة الطرية أو الخلائط التي تتحرك فيها الجسيمات الصلبة خلف بعضها.
يمكن استعراض الحمل الحراري عن طريق وضع مصدر حرارة (كموقد بنزن) إلى جانب قارورة مملوءة بسائل، وملاحظة تغيرات درجة الحرارة في الزجاج نتيجة دوران المائع الأسخن باتجاه المناطق الأبرد.
انتقال الحرارة بالحمل أحد الأنواع الأساسية لانتقال الحرارة، والحمل أيضًا أحد أوضاع انتقال الكتلة في الموائع. يحدث انتقال الكتلة والحرارة بالحمل عن طريق كل من الانتشار -الحركة البراونية العشوائية للجسيمات المفردة في المائع- والنقل، الذي تنتقل فيه المادة أو الحرارة عن طريق الحركة واسعة النطاق للتيارات في المائع. في سياق انتقال الحرارة والكتلة، فإن مصطلح «حمل» يستخدم للإشارة إلى الآثار الجمعية للنقل وانتقال الحرارة بالانتشار. يستخدم مصطلح «حمل» في بعض الأحيان للإشارة تحديدًا إلى «الحمل الحراري الحر» (الحمل الحراري الطبيعي) حيث يكون جريان الكتلة في المائع بسبب قوى الطفو الناتجة عن فرق درجات الحرارة، على عكس «الحمل الحراري القسري» حيث تحرك المائع قوى غير الطفو (كمضخة أو مروحة). ولكن في علم الميكانيك فإن الاستخدام الصحيح لكلمة «حمل» هي المعنى الأكثر شمولًا، ويجب تحديد الأنواع المختلفة من الحمل للوضوح.
يمكن أن يصنف الحمل الحراري حسب كونه طبيعيًّا، أو قسريًّا، أو ثقاليًّا، أو حبيبيًّا، أو ترمومغناطيسيًّا. يمكن أن يقال أيضًا إنه ناتج عن الاحتراق، أو الظاهرة الشعرية، أو عن أثر مارانغوني أو أثر وايزنبرغ. يلعب انتقال الحرارة بالحمل الطبيعي دورًا في بنية الغلاف الجوي للأرض، ومحيطاتها وطبقاتها الجيولوجية. يمكن رؤية خلايا حملية منفضلة في الغلاف الجوي على شكل سحب، ويتسبب الحمل الأقوى بالعواصف الرعدية. يلعب الحمل الطبيعي أيضًا دورًا في فيزياء النجوم.
تُستخدم آلية الحمل أيضًا في الطبخ، عند استخدام فرن حمل حراري يستخدم المراوح لتدوير الهواء الساخن حول الطعام لطبخ الطعام بشكل أسرع من الفرن التقليدي.

## الاصطلاح
يمكن لكلمة حمل أن تحمل عدة معاني مختلفة قليلًا ولكن مرتبطة في السياقات والتطبيقات العلمية والهندسية المختلفة. المعنى الأشمل هو المستخدم في ميكانيك الموائع، حيث تشير كلمة حمل إلى حركة الموائع بغض النظر عن السبب. ولكن في الترموديناميك غالبًا ما يشير «الحمل» بالتحديد إلى انتقال الحرارة بالحمل.

## أمثلة وتطبيقات
يحدث الحمل على نطاق واسع في الأغلفة الجوية والمحيطات ووشاحات الكواكب (الطبقات بين قشرة الكوكب ونواته)، ويوفر الحمل الحراري آلية انتقال الحرارة لجزء كبير من الطبقات الداخلية الأبعد من شمسنا ومن كل النجوم. يمكن أن تكون حركة المائع أثناء الحمل الحراري بطيئةً بشكل لا يمكن ملاحظتها معه، أو يمكن أن تكون واضحة وسريعة، كما في الأعاصير. في الفضاء، يعتقد أن حمل الغاز والغبار يحدث في أقراص التراكم المحيطة بالثقوب السوداء، بسرعات قد تقارب سرعة الضوء إلى حد كبير.

### انتقال الحرارة
انتقال الحرارة بالحمل آلية لانتقال الحرارة نتيجة الحركة الكتلية (الحركة الملحوظة) للموائع. الحرارة هي الكيان المدروس الذي يُنقل (يُحمل) ويُنشر (يوزَّع). هذا على تباين مع انتقال الحرارة بالتوصيل، الذي هو انتقال الطاقة عن طريق الاهتزازات على المستوى الجزيئي عبر صلب أو مائع، ومع انتقال الحرارة بالإشعاع، وهو انتقال الطاقة عبر الأمواج الكهرومغناطيسية.
تُنقل الحرارة بالحمل في أمثلة متعددة من جريان المائع الطبيعي، كالرياح، وتيارات المحيطات، والحركات ضمن وشاح الأرض. يُستخدم الحمل أيضًا في الهندسة في البيوت والعمليات الصناعية وتبريد المعدات، ...إلخ.

يمكن تحسين معدل انتقال الحرارة بالحمل باستخدام مصرف حراري، غالبًا إلى جانب استخدام مروحة. على سبيل المثال، تمتلك وحدة معالجة مركزية تقليدية مروحة مخصصة لضمات إبقاء درجة الحرارة ضمن حدود مسموح بها أثناء العمل.

طبقات الشمس:
1. قلب الشمس (14 مليون كلفن)
2. منطقة إشعاعية (2 مليون كلفن)
3. منطقة حمل حراري
4. غلاف ضوئي (5800 كلفن)
5. غلاف لوني (ضوء وأشعة سينية وأطياف أخرى)
6. الهالة
7. بقع شمسية
8. سطح حبيبي هائج
9. انفجار شمسي

### خلايا الحمل
خلية الحمل، وتعرف أيضًا باسم خلية بينارد هي نمط مميز لجريان الموائع في العديد من أنظمة الحمل. يخسر الجسم الصاعد من المائع عادةً الحرارة لأنه يواجه سطحًا أبرد. في السائل، يحدث هذا لأنه يتبادل الحرارة مع السائل الأبرد عن طريق التبادل الحراري المباشر. أما في مثال الغلاف الجوي للأرض، فيحدث ذلك بسبب إشعاعه للحرارة. بسبب هذا الفقد الحراري يصبح المائع أكثف من المائع الذي يقع تحته، والذي لا يزال يصعد. بما أن المائع لا يمكنه الهبوط عبر المائع الصاعد، فإنه يتحرك إلى جهة ما. عند مسافة ما، تتغلب قوة هبوطه على قوة الصعود أسفل منه، ويبدأ المائع بالهبوط. مع هبوطه، يسخن من جديد وتعيد الدورة نفسها.

### حمل الغلاف الجوي

#### دوران الغلاف الجوي
دوران الغلاف الجوي هو الحركة الواسعة للهواء، وهو وسيلة تتوزع عن طريقها الطاقة الحرارية على سطح الأرض، إلى جانب نظام دوران المحيطات الأبطأ بكثير (المتأخر زمنيًّا). تتغير البنية العامة لدوران الغلاف الجوي من عام لآخر، ولكن البنية المناخية الأساسية تبقى ثابتة إلى حد ما.
يحدث الدوران على امتداد خطوط العرض لأن الشعاع الشمسي الواقع على واحدة المساحة يكون أكبر ما يمكن في خط الاستواء الحراري، ويتناقص مع زيادة درجات العرض، وصولًا إلى قيمته الصغرى عند القطبين. يتكون من خليتي حمل أساسيتين، خلية هادلي والدوامة القطبية، وتشهد خلية هادلي حملًأ أشد بسبب إطلاق طاقة الحرارة الكامنة عن طريق تكاثف بخار الماء عند درجات العرض الأكبر أثناء تشكل السحب.
من جهة أخرى، يحدث الدوران على امتداد خطوط الطول بسبب امتلاك المحيطات لسعة حرارية نوعية أكبر من اليابسة (وكذلك ناقلية حرارية، ما يسمح للحرارة بالنفوذ أكثر تحت السطح) وبالتالي فإنها تمتص وتطلق حرارة أكثر، ولكن درجة الحرارة تتغير أقل مما هو عليه في اليابسة. هذا يسبب نسيم البحر، وهو الهواء المبرد بالماء، إلى الشاطئ خلال اليوم، ويحمل نسيم اليابسة، وهو الهواء المبرد بالتلامس مع الأرض، إلى البحر أثناء الليل. يتألف الدوران الطولي من خليتين، دوران وولكر واهتزاز إل نينو/الجنوبي.

#### الطقس
تنتج بعض الظواهر الأكثر محلية من حركة الغلاف الجوي العالمية أيضًا عن الحمل، بما فيها الرياح وجزء من دورة الماء الطبيعية. مثلًا، رياح فون رياح هابطة تحدث في الجانب المقابل للرياح (الذي تصعد عليه الرياح) من السلاسل الجبلية. تنتج رياح فون من الاحترار الأديباتي (الكظيم) للهواء الذي تخلص من معظم رطوبته أثناء صعوده المرتفعات. بسبب اختلاف معدلات التخلص من الرطوبة بين الهواء الرطب والجاف، فإن المنحدرات التي بجهة تقدم الرياح تصبح أدفأ من المنحدرات ذات الارتفاع نفسه في الجهة التي تصعد عليها الرياح.
العمود الحراري جزء عمودي من الهواء الصاعد في الارتفاعات الأصغر من الغلاف الجوي. تنشأ الأعمدة الحرارية عن التسخين غير المتساوي لسطح الأرض من الإشعاع الشمسي. تسخن الشمس الأرض، التي تسخن بدورها الهواء فوقها مباشرةً. يتمدد الهواء الأدفأ، ليصبح أقل كثافةً من كتلة الهواء المحيط، ويخلق منخفضًا حراريًّا. تصعد كتلة الهواء الأخف، ومع صعودها تبرد نتيجة التمدد عند القيم الأقل لضغط الهواء. تتوقف عن الصعود عندما تكون بردت إلى نفس درجة حرارة الهواء المحيط. يرافق الأعمدة الحرارية جريان باتجاه الأسفل يحيط بالعمود الحراري. ينشأ الجزء الخارجي الهابط عن إزاحة الهواء الأبرد في قمة العمود الحراري. من الآثار الجوية الأخرى الناتجة عن الحمل نسيم البحر.
الهواء الدافئ أقل كثافة من الهواء البارد، لذا يصعد الهواء الدافئ ضمن الهواء الأبرد، بشكل مشابه لمناطيد الهواء الساخن. تتشكل السحب مع صعود الهواء الدافئ نسبيًّا حاملًا الرطوبة ضمن الهواء البارد. مع صعود الهواء الرطب يبرد، مسببًا تكاثف بعض بخار الماء في الهواء الصاعد. عند تكاثف الرطوبة، فإنها تطلق طاقة تعرف باسم الحرارة الكامنة للتكاثف تسمح للهواء الصاعد بأن يبرد بمعدل أقل من الهواء المحيط، ليكمل تصاعد السحابة. إذا وجد اختلال كافٍ في استقرار الغلاف الجوي، تستمر هذه العملية وقتًا كافيًا لتشكل المزن الركامية، والتي تحمل البرق والرعد. بشكل عام، تتطلب العواصف الرعدية ثلاث شروط لتتشكل: الرطوبة، كتلة هواء غير مستقرة، قوة رافعة (حرارة).
تمر كل العواصف الرعدية بغض النظر عن نوعها بثلاث مراحل: مرحلة التشكل، مرحلة النضج، مرحلة التبدد. للعاصفة الرعدية المتوسطة قطر 24 كم (15 ميل). حسب الشروط الموجودة في الغلاف الجوي، تتطلب هذه المراحل وقتًا متوسطًا يقدر بثلاثين دقيقة لتحدث.

## اقرأ أيضا
- ترموديناميك
- تأثير مارانجوني